# Чародійка (опера)
«Чароді́йка» (рос. Чародейка) — опера на 4 дії російського композитора Петра Чайковського, лібрето Іполита Шпажинського за його однойменною трагедією.

## Історія написання
П'єса Іполита Шпажинського «Чародійка» була вперше поставлена в 1884 році у Малому театрі в Москві. З того часу вона була поставлена в Москві й Петербурзі частіше, ніж будь-яка інша п'єса. Відомими акторками у титульній ролі Настасьї (Куми) були Марія Єрмолаєва і Марія Савіна. Чайковський Модест Ілліч захоплювався п'єсою «Чародійка», особливо однією сценою. Він розповів про це своєму братові, який продовжував писати дует на основі тієї сцени. Петро Чайковський побачив п'єсу в січні 1885 році, після чого написав Шпажинському і попросив його переписати трагедію в лібрето для опери. Шпажинський погодився і чоловіки зустрілися того ж місяця, щоб обговорити проєкт, однак робота лібретиста затягнулася через його розлучення. Остаточно лібрето було завершене в серпні, воно було задовге і Чайковський був змушений його радикально скоротити. Проте опера — найдовший твір композитора.
Твір — ефектна мелодрама, дія якої проходить у Нижньому Новгороді XV століття. Драма Іполита Шпажинського привабила Чайковського напруженим конфліктом, контрастними характерами. Композитор побачив хорошу можливість для створення музичної трагедії. Проте фахівці відзначають, що лібрето Шпажинського перевантажене зовнішніми діями і не має внутрішніх зв'язків. Проте музика Петра Чайковського перекрила недоліки тексту. «Чародійка» — один із найкращих творів композитора.

## Історія виконання
Світова прем'єра опери відбулася 20 жовтня 1887 року (1 листопада за новим стилем) у Маріїнському театрі в Санкт-Петербурзі під керівництвом автора. Після одного сезону опера була знята з репертуату. Декорації і костюми були відправлені в Москву, де опера була виконана 2 лютого 1890 року в Большому театрі під керівництвом Іполита Альтані. Друга постановка у Большому театрі відбулася 25 січня 1916 року, проте залишилась у репертуарі тільки до кінця того ж року. Третя постановка в Большому театрі була в 1958 році, вона була поставлена 49 раз і залишилась у репертуарі до 1965 року. Остання прем'єра в Большому театрі була в 2012 році. Опера була також поставлена у Тбілісі, 14 грудня 1887 року, під керівництвом Михайла Іполитова-Іванова. Нова постановка «Чародійки» під керівництвом Крістофа Лоя відкрила театральний сезон 2014/2015 у Віденському театрі під диригуванням Михаїла Татарнікова з Симфонічним оркестром Віденського радіо. Французька прем'єра відбулася у березні 2019 року в Ліонській опері під диригуванням Даніеля Рустіоні з Єленою Ґусєвою у титульній ролі.

## Дійові особи
| Партія                                                                                        | Тип голосу   | Прем'єрна постановка, 1 листопада 1887 року (Диригент: композитор) |
| --------------------------------------------------------------------------------------------- | ------------ | ------------------------------------------------------------------ |
| Князь Микита Данилич Курлятев, великокнязівський намісник у Нижньому Новгороді                | баритон      | Іван Мельников                                                     |
| Княгиня Євпраксія Романівна, його дружина                                                     | мецо-сопрано | Марія Савіна                                                       |
| Княжич Юрій, їхній син                                                                        | тенор        | Михайло Васильєв                                                   |
| Мамиров, старий дяк                                                                           | бас          | Федір Стравинський                                                 |
| Неніла, його сестра, фрейліна княгині                                                         | мецо-сопрано |                                                                    |
| Іван Жура, княжий ловчий                                                                      | бас-баритон  |                                                                    |
| Настасья, на прізвисько Кума, господиня заїжджого двору у перевезення через Оку, молода жінка | сопрано      | Емілія Павловська                                                  |
| Фока, її дядько                                                                               | баритон      |                                                                    |
| Поля, подруга Куми                                                                            | сопрано      |                                                                    |
| Балакін, нижньогородський гість                                                               | тенор        |                                                                    |
| Потап, торговий гість                                                                         | бас-баритон  |                                                                    |
| Лукаш, торговий гість                                                                         | тенор        |                                                                    |
| Кічіга, боксер                                                                                | бас          |                                                                    |
| Паїсій, волоцюга під виглядом чернеця                                                         | тенор        |                                                                    |
| Кудьма, чаклун                                                                                | баритон      |                                                                    |
| Хор, німі ролі: служниці, гості, поліцейські, кріпаки, мисливці, скоморохи, люди              |              |                                                                    |

## Короткий зміст
Час дії: Остання чверть XV століття
Місце дії: Нижній Новгород та його околиці
Дія відбувається в останній чверті XV століття у таверні й борделі поблизу Нижнього Новгорода. Настасья (Кума), чарівна власниця заїжджого двору, стала ворогом підступного Мамирова, правої руки місцевого урядника князя Микити Даниловича Курлятева, відмовивши йому. Він розпустив чутки, що вона — чародійка і що кожен чоловік, якого вона зустрічає, закохується в неї. Юрій, син Микити, як і його батько, починає часто навідуватися у заїжджий двір. Микита шалено закохується у Настасью (без успіху) і погрожує їй, що він досягне своєї цілі будь-якими засобами. Мамиров розказує правду Микитиній дружині — Євпраксії, у той час її син, який ще особисто не пов'язаний з Настасією, клянеться помститися з матір. Стикнувшись з Настасією, він дізнається, що вона його кохає. Вони обоє планують утекти вночі, ще не знаючи, що Мамиров розробив ретельний план, щоб помститися Настасьї, Микиті й всій сім'ї. Його план привів до руйнівних наслідків.

## Український варіант
1908 — «Кума Марта» Олександра Шатковського (п'єса на 5 дій зі співами, хорами і танцями)

## Інші варіанти
У Радянському Союзі опера була поставлена у новій версії з лібрето Сергія Митрофановича Городецького на основі твору Іполита Шпажинського 22 березня 1941 року в Ленінграді (Санкт Петербурзі).